# 聖セバスティアヌス (ティツィアーノ、エルミタージュ美術館)
『聖セバスティアヌス』（せいセバスティアヌス、露: Святой Себастьян、英: Saint Sebastian）は、イタリア・ルネサンスのヴェネツィア派の巨匠ティツィアーノ・ヴェチェッリオが1570–1572年にキャンバス上に油彩で制作した絵画で、画家が90歳に近いころの最晩年の作品である。古代ローマの親衛隊長で、矢で射られた殉教聖人聖セバスティアヌスを描いている。画家の死後、『悔悛するマグダラのマリア』、『十字架を担うキリスト』 (ともにエルミタージュ美術館) などともにそのアトリエに残された作品である。1850年にヴェネツィアのバルバリーゴ家からサンクトペテルブルクのエルミタージュ美術館に購入された。

## 作品
若い聖人像がキャンバスの高さ全体を占めており、鑑賞者の前に記念碑のように登場している。しかし、祈るように天を仰いでいる彼の顔と目、そしてやや開いた口は彼の深い苦痛を物語っている。矢はあらゆる方向から飛んできているようであり、いまだ生命力に満ちている彼の身体を貫いている。絵画はほぼモノクロームで描かれているが、その暗色は非常に複雑である。厚塗りにより、荒い、量塊のような表面が形成され、非常に濃い大気の印象が生み出されている。
本作は、19世紀の末まで質の劣る作品としてエルミタージュ美術館の倉庫に置かれていた。しかし、現在では、未完成ながらティツィアーノ最晩年の傑作として高く評価されている。ミュンヘンのアルテ・ピナコテーク所蔵の『荊冠のキリスト』同様、この作品もマグマのような混沌の中から次第に形態が形成される過程をよく物語っている。筆触＝色斑が形態の形成単位となってイメージ全体が同時に実現されていく様は、ポール・セザンヌの制作過程と共通している。
ほとんど表現主義のような激しく大胆な筆致で描かれている本作では、形態と空間は溶解しあい、画面に目を近づけると物の形は判別しがたい。色彩の「錬金術師」といわれたかつての華麗な色彩は、厚みのあるモノクロームの中に沈み込み、深々とした悲劇的情感が画面の隅々にまでいきわたっている。背景は、聖人の殉教という主題の悲劇を反響させ、増幅させるためのものとなっており、もはや通常の意味での背景以上の意義を有している。